# 木月祗園町
木月祗園町（きづきぎおんちょう）は、神奈川県川崎市中原区の町名。丁目のない単独行政地名。住居表示実施済区域。面積は12.3haである。

## 地理
中原区の南部に所在し、二ヶ領用水の支流である渋川の右岸に位置する。一帯はおおむね住宅地となっている。
木月祗園町は北端で木月大町と、東端では渋川を境として木月伊勢町と、南端では木月1丁目と、西端では井田三舞町に接する。これらの町域はすべて中原区に属しており、木月祗園町は市境や区境には接していない。

## 歴史
当地は、大正末期までは水田が広がり、水車小屋があるような農地であった。木月の一部であった当地は、耕地整理の結果、1940年（昭和15年）に独立した町域として設置された。

### 地名の由来
当地と隣の井田との間に架かっていた橋から付いた小字名である祇園橋に由来するが、「祇園橋」そのものの由来は未詳である。
ただし、木月には木月天王森という交差点もあり、祇園や天王森といった地名が牛頭天王（京都・八坂神社の祇園精舎に祀られた神）に由来していることは容易に推測される。これらの祇園社や天王社といった名称・地名は、全国各地に見られる。
また、「木月」の由来については木月 (川崎市)#地名の由来を参照のこと。

### 沿革
- 1925年（大正14年） - 現在の川崎市立住吉小学校が現在地に開校する。
- 1940年（昭和15年） - 木月から分離されて木月祇園町が成立。
- 1972年（昭和47年） - 川崎市が政令指定都市に移行。当地は川崎市中原区木月祇園町となる。
- 1994年（平成6年） - 川崎市国際交流センターが開設される[9]。
- 2004年（平成16年） - 住居表示が実施される。同時に木月祗園町と漢字を変更[10]。

## 世帯数と人口
2025年（令和7年）6月30日現在（川崎市発表）の世帯数と人口は以下の通りである。
| 町丁       | 世帯数    | 人口    |
| ---------- | --------- | ------- |
| 木月祗園町 | 1,167世帯 | 2,156人 |

### 人口の変遷
国勢調査による人口の推移。
| 年                 | 人口  |
| ------------------ | ----- |
| 1995年（平成7年）  | 2,136 |
| 2000年（平成12年） | 2,231 |
| 2005年（平成17年） | 2,223 |
| 2010年（平成22年） | 2,320 |
| 2015年（平成27年） | 2,260 |
| 2020年（令和2年）  | 2,381 |

### 世帯数の変遷
国勢調査による世帯数の推移。
| 年                 | 世帯数 |
| ------------------ | ------ |
| 1995年（平成7年）  | 1,065  |
| 2000年（平成12年） | 1,174  |
| 2005年（平成17年） | 1,028  |
| 2010年（平成22年） | 1,121  |
| 2015年（平成27年） | 1,124  |
| 2020年（令和2年）  | 1,187  |

## 学区
市立小・中学校に通う場合、学区は以下の通りとなる（2022年3月時点）。
| 番地 | 小学校             | 中学校             |
| ---- | ------------------ | ------------------ |
| 全域 | 川崎市立住吉小学校 | 川崎市立今井中学校 |

## 事業所
2021年（令和3年）現在の経済センサス調査による事業所数と従業員数は以下の通りである。
| 町丁       | 事業所数 | 従業員数 |
| ---------- | -------- | -------- |
| 木月祗園町 | 44事業所 | 422人    |

### 事業者数の変遷
経済センサスによる事業所数の推移。
| 年                 | 事業者数 |
| ------------------ | -------- |
| 2016年（平成28年） | 31       |
| 2021年（令和3年）  | 44       |

### 従業員数の変遷
経済センサスによる従業員数の推移。
| 年                 | 従業員数 |
| ------------------ | -------- |
| 2016年（平成28年） | 305      |
| 2021年（令和3年）  | 422      |

## 交通

### 鉄道
当地を通過する鉄道は存在しない。東急東横線・目黒線の元住吉駅が近隣に所在する。

## 施設
- 川崎市国際交流センター
- 住吉こども文化センター[21]

### 教育施設
- 川崎市立住吉小学校

## その他

### 日本郵便
- 郵便番号 : 211-0033[3]（集配局 : 中原郵便局[22]）

### 警察
町内の警察の管轄区域は以下の通りである。
| 番・番地等 | 警察署     | 交番・駐在所 |
| ---------- | ---------- | ------------ |
| 全域       | 中原警察署 | 木月交番     |